# Ґлебиська
Ґлебиська (пол. Glebiska, нім. Kleefeld) — село в Польщі, у гміні Пененжно Браневського повіту Вармінсько-Мазурського воєводства.
Населення — 85 осіб (2011).
У 1975-1998 роках село належало до Ельблонзького воєводства.

## Демографія
Демографічна структура станом на 31 березня 2011 року:
|          | Загалом | Допрацездатний вік | Працездатний вік | Постпрацездатний вік |
| -------- | ------- | ------------------ | ---------------- | -------------------- |
| Чоловіки | 48      | 5                  | 35               | 8                    |
| Жінки    | 37      | 4                  | 23               | 10                   |
| Разом    | 85      | 9                  | 58               | 18                   |